# 庫氏結魚
庫氏結魚（学名：Tor kulkarnii）为輻鰭魚綱鯉形目鲤科的其中一種，分布於亞洲印度，體長可達20.8公分，棲息在高山溪流。

## 扩展阅读
維基物種上的相關：庫氏結魚